# Korîtnîțea, Volodîmîr-Volînskîi
Korîtnîțea (în ucraineană Коритниця) este un sat în comuna Mîkîtîci din raionul Volodîmîr-Volînskîi, regiunea Volînia, Ucraina.

## Demografie
Componența lingvistică a localității Korîtnîțea
     Ucraineană (98,91%)
     Rusă (1,09%)
Conform recensământului din 2001, majoritatea populației localității Korîtnîțea era vorbitoare de ucraineană (98,91%), existând în minoritate și vorbitori de rusă (1,09%).